# Temporada 1984-85 de Los Angeles Clippers
La temporada 1984-85 fue la primera de los Clippers en la NBA en su nueva localización de Los Angeles, y la séptima en el estado de California, tras moverse desde Búfalo (Nueva York), donde disputaron ocho temporadas con la denominación de los Buffalo Braves. La temporada regular acabó con 31 victorias y 51 derrotas, ocupando el décimo puesto de la conferencia Oeste, no logrando clasificarse para los playoffs.

## Elecciones en elDraft
| Ronda | Puesto | Jugador          | Posición  | Nacionalidad   | Universidad     |
| ----- | ------ | ---------------- | --------- | -------------- | --------------- |
| 1     | 8      | Lancaster Gordon | Escolta   | Estados Unidos | Louisville      |
| 1     | 14     | Michael Cage     | Ala-Pívot | Estados Unidos | San Diego State |

## Temporada regular
| División Pacífico        | División Pacífico | División Pacífico | División Pacífico | División Pacífico | División Pacífico | División Pacífico | División Pacífico | División Pacífico |
| Equipo                   | G                 | P                 | %                 | PD                | Casa              | Fuera             | Div               |                   |
| ------------------------ | ----------------- | ----------------- | ----------------- | ----------------- | ----------------- | ----------------- | ----------------- | ----------------- |
| y-Los Angeles Lakers     | 62                | 20                | .756              | –                 | 36–5              | 26–15             | 18–12             |                   |
| x-Portland Trail Blazers | 42                | 40                | .512              | 20                | 33–8              | 15–26             | 17–13             |                   |
| x-Phoenix Suns           | 36                | 46                | .439              | 26                | 32–9              | 10–31             | 14–16             |                   |
| Seattle SuperSonics      | 31                | 51                | .378              | 31                | 31–10             | 10–31             | 16–14             |                   |
| Los Angeles Clippers     | 31                | 51                | .378              | 31                | 27–14             | 10–31             | 13–17             |                   |
| Golden State Warriors    | 22                | 60                | .268              | 40                | 25–16             | 5–36              | 12–18             |                   |

## Estadísticas
| Rk | Jugador          | Edad | P  | PT | MP   | TC  | TCI  | %TC  | T3  | T3I | %T3  | TL  | TLI | %TL  | RO  | RD  | RT  | AS  | RB  | TAP | BP  | FP  | PTS  |
| -- | ---------------- | ---- | -- | -- | ---- | --- | ---- | ---- | --- | --- | ---- | --- | --- | ---- | --- | --- | --- | --- | --- | --- | --- | --- | ---- |
| 1  | Norm Nixon       | 29   | 81 | 81 | 35.7 | 7.4 | 15.8 | .465 | 0.4 | 1.2 | .333 | 2.1 | 2.7 | .780 | 0.7 | 2.0 | 2.7 | 8.8 | 1.2 | 0.0 | 3.4 | 2.2 | 17.2 |
| 2  | Derek Smith      | 23   | 80 | 80 | 34.5 | 8.5 | 15.9 | .537 | 0.0 | 0.2 | .158 | 5.0 | 6.3 | .794 | 2.2 | 3.2 | 5.3 | 2.7 | 1.0 | 0.7 | 2.9 | 4.0 | 22.1 |
| 3  | Marques Johnson  | 28   | 72 | 68 | 34.0 | 6.9 | 15.2 | .452 | 0.0 | 0.2 | .231 | 2.6 | 3.6 | .731 | 2.6 | 3.3 | 5.9 | 3.4 | 1.0 | 0.4 | 2.4 | 2.7 | 16.4 |
| 4  | James Donaldson  | 27   | 82 | 58 | 29.2 | 4.3 | 6.7  | .637 | 0.0 | 0.0 |      | 2.8 | 3.7 | .749 | 2.0 | 6.1 | 8.1 | 0.6 | 0.3 | 1.6 | 2.5 | 2.6 | 11.3 |
| 5  | Junior Bridgeman | 31   | 80 | 15 | 25.5 | 5.8 | 12.4 | .465 | 0.2 | 0.5 | .359 | 2.3 | 2.6 | .879 | 0.7 | 2.2 | 2.9 | 2.1 | 0.6 | 0.2 | 1.5 | 1.6 | 13.9 |
| 6  | Bill Walton      | 32   | 67 | 37 | 24.6 | 4.0 | 7.7  | .521 | 0.0 | 0.0 | .000 | 2.1 | 3.0 | .680 | 2.5 | 6.4 | 9.0 | 2.3 | 0.7 | 2.1 | 2.6 | 2.7 | 10.1 |
| 7  | Michael Cage     | 23   | 75 | 41 | 21.5 | 2.9 | 5.3  | .543 | 0.0 | 0.0 |      | 1.3 | 1.8 | .737 | 1.7 | 3.5 | 5.2 | 0.7 | 0.5 | 0.4 | 1.1 | 2.2 | 7.1  |
| 8  | Harvey Catchings | 33   | 70 | 14 | 15.0 | 1.0 | 2.1  | .483 | 0.0 | 0.0 | .000 | 0.8 | 1.3 | .663 | 1.3 | 2.5 | 3.7 | 0.2 | 0.2 | 0.8 | 0.8 | 2.3 | 2.9  |
| 9  | Rory White       | 25   | 80 | 14 | 13.8 | 1.8 | 3.5  | .516 | 0.0 | 0.0 |      | 1.1 | 1.6 | .692 | 1.2 | 1.3 | 2.4 | 0.4 | 0.4 | 0.3 | 1.1 | 1.4 | 4.7  |
| 10 | Franklin Edwards | 25   | 16 | 0  | 12.4 | 2.3 | 4.1  | .545 | 0.0 | 0.0 |      | 1.2 | 1.5 | .792 | 0.2 | 0.7 | 0.9 | 2.4 | 1.1 | 0.0 | 1.1 | 0.6 | 5.7  |
| 11 | Bryan Warrick    | 25   | 58 | 1  | 12.3 | 1.5 | 3.0  | .491 | 0.0 | 0.1 | .250 | 0.8 | 1.0 | .772 | 0.2 | 0.8 | 1.0 | 2.6 | 0.4 | 0.1 | 1.2 | 1.5 | 3.7  |
| 12 | Lancaster Gordon | 22   | 63 | 1  | 10.8 | 1.7 | 4.6  | .383 | 0.0 | 0.1 | .222 | 0.6 | 0.8 | .755 | 0.4 | 0.6 | 1.0 | 1.4 | 0.5 | 0.1 | 1.1 | 1.0 | 4.1  |
| 13 | Jay Murphy       | 22   | 23 | 0  | 6.5  | 0.3 | 2.2  | .160 | 0.0 | 0.0 | .000 | 0.5 | 0.9 | .571 | 0.3 | 1.5 | 1.8 | 0.2 | 0.0 | 0.1 | 0.3 | 0.9 | 1.2  |
| 14 | Dale Wilkinson   | 24   | 10 | 0  | 3.8  | 0.4 | 1.4  | .286 | 0.0 | 0.1 | .000 | 0.6 | 0.7 | .857 | 0.1 | 0.2 | 0.3 | 0.2 | 0.0 | 0.0 | 0.4 | 0.8 | 1.4  |

## Galardones y récords
| Jugador         | Galardón                             |
| James Donaldson | Líder en % de tiros de campo (63,7%) |
| Norm Nixon      | All-Star                             |